# Тупик (телесериал)
«Тупик» (англ. Dead Set) — британский мини-сериал, транслировавшийся на кабельном канале E4 в 2008 году. Лента была номинирована в 2009 году на премию BAFTA TV, в номинации «лучший драматический сериал».

## Сюжет
Основные события разворачиваются вокруг героев популярного реалити-шоу — «Большой Брат», которые становятся свидетелями зомби-апокалипсиса, разворачивающегося в Великобритании. Несмотря на то, что по формату шоу участники подбирались по максимальной несовместимости характеров между собой, им приходится прекратить ссоры и сплотиться для выживания.
Основные герои шоу: Марки, Пипа, Жоплин, Вероника, Энжел, Спейс и Грейсен — это участники телешоу, которые остались по истечении 2 месяцев нахождения в рамках проекта. К ним присоединяется Келли — помощник продюсера и Патрик — продюсер, которые единственные выжили после нашествия ходячих мертвецов на студию проекта, также в 5 эпизоде к ним присоединяется Рик — парень Келли, который первые 4 эпизода пробирался через многие опасности, для встречи со своей девушкой. Действия в сериале разворачиваются в течение трёх суток, от первых признаков пандемии, до тотального заражения территории всей страны. Также по ходу сериала, можно узнать, что эпидемия вышла за пределы Великобритании и распространилась на континентальную Европу.
К сожалению, попытки продержаться вместе с целью выживания у героев не увенчались успехом. Патрик — продюсер, который отличается весьма «тяжёлым» характером, подговаривает Жоплина к побегу, когда все остальные выжившие были против, так как при открытии ворот, заражённые, жаждущие человеческой плоти, ходячие мертвецы ворвутся на территорию проекта. Патрик вместе с Жоплиным пытаются бежать, но это приводит к фатальными последствиям. Уже у самых ворот Патрик в потасовке убивает Рика, Жоплин в панике бежит к воротам и открывает их, впуская тем самым заражённых. В конце заключительной серии показывают, что неизвестная болезнь захватила всю страну, а также что никто из участников проекта не выжил.

## В ролях
- Джейми Винстон (Jaime Winstone) — Келли
- Энди Найман (Andy Nyman) — Патрик
- Риз Ахмед (Riz Ahmed) — Рик
- Лиз Мэй Брайс (Liz May Brice) — Алекс
- Уоррен Браун (Warren Brown) — Марки
- Бет Кординги (Beth Cordingly) — Вероника
- Адам Дикон (Adam Deacon) — Спейс
- Кевин Элдон (Kevin Eldon) — Жоплин
- Шелли Конн (Shelley Conn) — Клер

## Веб-сайт и DVD релиз
Веб-сайт сериала был запущен 17 сентября 2008. Веб-сайт содержит фотографии, видеозаписи и другие материалы связанные с шоу.
Весь сериал был выпущен на DVD 3 ноября 2008. Общее время DVD составляет 141 минуту. DVD включает в себя интервью с режиссёром, сценаристами, актерами  и другими создателями сериала, закадровые сцены, короткометражный фильм о создании визуальных эффектов и грима мертвецов, а также расширенные и удаленные сцены, среди которых:
- Вымышленный выпуск TV шоу 8 Out Of 10 Cats за день до основных действий сериала.
- Расширенная сцена рассуждений Патрика о современном обществе, во время расчленения тела Грэйсона.
- Расширенная версия, где Патрик насмехается над отношениями Марки и Вероники.
- В самом финале, когда Пипа убегает после выстрела, пытаясь скрыться в съемочном павильоне, в одной из гостевых комнат она наталкивается на свою мать-зомби, которая убивает собственную дочь.

## Интересные факты
- По словам режиссёра, Яна Деманжа, идея создать сериал пришла к нему во время просмотра реалити шоу «Большой брат». Его привлекла идея того, что подобное место может стать наилучшим укрытием в мире зомби-апокалипсиса.
- После того как Келли рассказывает об эпидемии, Марки идет к Грейсону, выставив вперед руки и говоря «Они идут за тобой Барбара». Эта фраза является прямой отсылкой к первому фильму об оживших мертвецах-людоедах «Ночь живых мертвецов» Джорджа Ромеро. Несмотря на то, что это очевидная аллюзия на фильмы Ромеро и понятие «Зомби», в фильме ни разу не упоминается подобной терминологии.
- Фильм не рассказывает о том, как началась эпидемия, тем не менее, по ходу действия не раз звучали различные версии от героев. Среди них были: версия о террористическом акте с применением психотропного газа, использование генно-модифицированных продуктов или Wi-Fi ( — Одному Богу известно, как это влияет на твои молекулы!). Уже перед развязкой, Жоплин цитирует Откровение Иоана Богослова: Тогда отдало море мертвых, бывших в нем, и смерть и ад отдали мертвых, которые были в них; и судим был каждый по делам своим. Откр.20:13.14 , предполагая тем самым версию, что Бог, кем бы он не был, тем самым осуждает нашу культуру.